# Charles Paul Renouard
Charles Paul Renouard (* 5. November 1845 in Cour-Cheverny (Département Loir-et-Cher); † 2. Januar 1924 in Paris) war ein französischer Grafiker, Lithograf und  Kunstmaler.

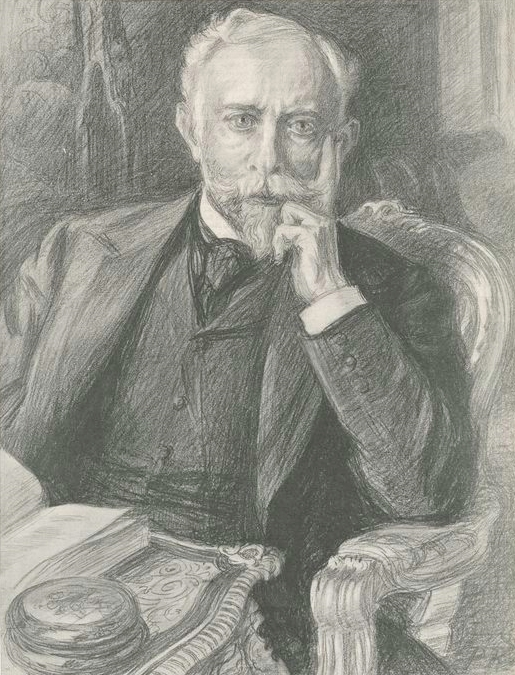
Paul Cambon, gezeichnet von Charles Paul Renouard

Renouard war Schüler von Isidore Pils und beteiligte sich an der Dekoration der Opéra Garnier in Paris. Bekannter als für seine Malerei, zu der ihm die Oper und das Ballett den Stoff lieferten, wurde er durch seine Zeichnungen für die Pariser Tageszeitungen L'Illustration, Paris Illustré und Le Graphique.

## Werke
- Album de l'Exposition universelle de 1900
- Album de l'Exposition de Liége 1905
- L'Opéra, eine Sammlung von 30 Radierungen
- Mouvements, gestes, expressions, 201 Radierungen, 1906

| Personendaten    | Personendaten                                    |
| ---------------- | ------------------------------------------------ |
| NAME             | Renouard, Charles Paul                           |
| KURZBESCHREIBUNG | französischer Grafiker, Lithograf und Kunstmaler |
| GEBURTSDATUM     | 5. November 1845                                 |
| GEBURTSORT       | Cour-Cheverny                                    |
| STERBEDATUM      | 2. Januar 1924                                   |
| STERBEORT        | Paris                                            |